# Treffort-Cuisiat

Treffort-Cuisiat este o comună în departamentul Ain din estul Franței.